# Spojené síly pro Prahu
Spojené síly pro Prahu (zmiňovány i zkráceně jako Spojené síly) je koalice stran TOP 09 a Starostové a nezávislí, vytvořená před volbami do zastupitelstva hlavního města Prahy na podzim 2018. V oficiálním názvu kandidátky byl kromě dvou hlavních členů uskupení zmiňována i spolupráce s KDU-ČSL, LES a Demokraty Jana Kasla, přičemž logo KDU-ČSL bylo v zápatí webu uskupení umístěno společně s logy hlavních dvou partnerů. Spojené síly jsou jednou ze tří volebních stran, které se dohodly na koalici v městském zastupitelstvu.
Spojené síly pro Prahu fungují od voleb 2018 jako klub v Zastupitelstvu hlavního města Prahy. Pokračování koalice do voleb 2022 bylo v lednu 2022 vyloučeno, když se TOP 09 a KDU-ČSL rozhodly kandidovat v rámci koalice SPOLU společně s ODS. Představitelé Spojených sil se nicméně dohodli na pokračování spolupráce v zastupitelstvu do konce volebního období 2018-2022.

## Členské strany
| Strana | Strana                 | Ideologie                | Zastupitelů | Zastupitelů |
| Strana | Strana                 | Ideologie                | Volby 2018  | Aktuálně    |
| ------ | ---------------------- | ------------------------ | ----------- | ----------- |
|        | TOP 09                 | Liberální konzervatismus | 8/65        | 7/65        |
|        | Starostové a nezávislí | Liberalismus             | 4/65        | 4/65        |
|        | KDU-ČSL                | Křesťanská demokracie    | 1/65        | 1/65        |
|        | nezávislí              |                          | 0/65        | 1/65        |

## Osoby
Hlavními mediálními tvářemi uskupení byli předseda TOP 09 Jiří Pospíšil a Hana Kordová Marvanová, nestranička nominovaná hnutím STAN.  Dále byli mezi vůdčími osobami kandidátky jmenováni odvolaný ředitel IPR Praha Petr Hlaváček či stávající radní za KDU-ČSL Jan Wolf a několik starostů městských částí (Pavel Richter – Praha 5, Radek Vondra – Praha 14, Petr Hlubuček – Praha-Lysolaje, Jiří Koubek – Praha-Libuš, Daniela Rázková – dřívější starostka MČ Praha 12).

## Program
Na svém webu zvýrazňuje jako své hlavní priority profesionální správu města, urychlení dopravních staveb s preferencí dostavby okruhu, budování záchytných parkovišť, boj proti korupci, podporu výstavby rodinného bydlení a elektronizaci služeb magistrátu.
Ve volební kampani hnutí představilo šestibodový krizový tzv. Pospíšilův plán urgentních kroků, které by v případě volebního úspěchu provedlo v prvních měsících po volbách:
- návrh změny stavebního zákona, která by urychlila získání stavebního povolení
- vytvoření investičního plánu města
- jmenování antikorupčního ombudsmana
- jmenování koordinátora výstavby Městského okruhu
- vytvoření centrálního stavebního úřadu, do jehož působnosti by spadaly významnější stavby
- vypsání architektonické soutěže na nový holešovický most a zahájení přípravy na výstavbu budovy filharmonie na Vltavské

## Výsledky voleb
| Volby | Hlasy     | Hlasy | Mandáty | Mandáty | Pozice | Postavení |
| Volby | Abs.      | %     | Abs.    | ±       | Pozice | Postavení |
| ----- | --------- | ----- | ------- | ------- | ------ | --------- |
| 2018  | 4 127 063 | 16.3  | 13/65   | ▼7      | ▼4.    | Koalice   |

Ve volbách mezi 29 kandidujícími stranami získala číslo 6. Do zastupitelstva se dostalo s poměrně vyrovnaným procentním ziskem pět z nich, přičemž Spojené síly byly podle podílu získaných hlasů (16,29 %) čtvrté a ziskaly 13 mandátů stejně jako strany, které se umístily na druhém a třetím místě. Nejvíce hlasů z kandidátů koalice získala Hana Kordová Marvanová, která tak ve výsledném pořadí kandidátů předstihla lídra Jiřího Pospíšila. Do zastupitelstva se tak dostali 
- Jiří Pospíšil, Pavel Richter, Radek Vondra, Martin Dlouhý, Jan Chabr, Jiří Koubek a Petr Kubíček z TOP 09
- Petr Hlaváček, nestraník nominovaný TOP 09
- Jan Wolf, člen KDU-ČSL nominovaný TOP 09
- Hana Kordová Marvanová, Petr Hlubuček, Jana Plamínková a Miloš Růžička za STAN

Spojené síly pro Prahu byly přizvány jako třetí partner v koalici Pirátskou stranou a hnutím Praha sobě. Jiří Pospíšil se stal předsedou zastupitelského klubu Spojených sil, a nebyl členem rady města. Petr Hlaváček se stál náměstkem primátora, dále Spojené síly v radě města zastupuje Hana Kordová Marvanová, Petr Hlubuček a Jan Chabr.

## Sesterská uskupení v městských částech
Uskupení obdobného názvu a v obdobném složení byla vytvořena i v některých městských částech.
Spojené síly pro Prahu 14, kde KDU-ČSL byla přímo třetím členem koalice, ve své městské části výrazně vyhrály se ziskem 29,44 % hlasů a získaly tak 11 mandátů ze 31.
Spojené síly pro Prahu 8 jako dvoučlenná koalice s 11,29 % hlasů získaly ve své městské části 6 mandátů ze 45 a byly v pořadí 5. ze 7 úspěšných stran.
Spojené síly pro Prahu 10 jako kandidátka TOP 09 doplněná o nezávislé kandidáty s 12,39 % hlasů získaly ve své městské části 6 mandátů ze 45 a byly v pořadí 5. ze 6 úspěšných stran.
Spojené síly pro Prahu 7 s 6,39 % hlasů získaly ve své městské části 2 mandáty z 29 a byly v pořadí 5. z 5 úspěšných stran.